# Quang Vinh, thành phố Thái Nguyên
Quang Vinh là một phường thuộc thành phố Thái Nguyên, tỉnh Thái Nguyên, Việt Nam.

## Địa lý
Phường Quang Vinh nằm ở phía bắc thành phố Thái Nguyên, có vị trí địa lý:
- Phía đông giáp phường Chùa Hang và phường Đồng Bẩm với ranh giới là sông Cầu
- Phía tây giáp phường Quan Triều
- Phía nam giáp phường Hoàng Văn Thụ và phường Quang Trung
- Phía bắc giáp xã Cao Ngạn với ranh giới là sông Cầu.

Phường Quang Vinh có diện tích 3,10 km², dân số năm 1999 là 5.341 người, mật độ dân số đạt 1723 người/km².
Phường Quang Vinh có một đoạn quốc lộ 3 (có tên là đường Dương Tự Minh) chạy qua. Ngoài ra, trên địa bàn phường còn có tuyến đường Quang Vinh và đường sắt Hà Nội - Quan Triều ở phía tây. Phần đông bắc của phường như một bán đảo nhô ra sông Cầu.

## Lịch sử
Phường Quang Vinh hiện nay trước đây vốn là xã Quang Vinh thuộc huyện Đồng Hỷ.
Ngày 19 tháng 10 năm 1962, Chính phủ ban hành Quyết định số 114-CP sáp nhập xã Quang Vinh vào thành phố Thái Nguyên.
Ngày 13 tháng 2 năm 1987, Hội đồng Bộ trưởng ban hành Quyết định số 25-HĐBT thành lập phường Quang Vinh trên cơ sở toàn bộ diện tích và dân số của xã Quang Vinh.
Đến năm 2019, phường Quang Vinh được chia thành 17 tổ dân phố, đánh số từ 1 tới 17.
Ngày 11 tháng 12 năm 2019, sáp nhập hai tổ dân phố 2 và 3 vào tổ dân phố 1, đổi tên tổ dân phố 4 thành tổ dân phố 2, đổi tên tổ dân phố 5 thành tổ dân phố 3, sáp nhập hai tổ dân phố 6 và 7 thành tổ dân phố 4, sáp nhập hai tổ dân phố 8 và 9 thành tổ dân phố 5, sáp nhập hai tổ dân phố 10 và 13 thành tổ dân phố 6, sáp nhập hai tổ dân phố 11 và 12 thành tổ dân phố 7, đổi tên tổ dân phố 14 thành tổ dân phố 8, đổi tên tổ dân phố 15 thành tổ dân phố 9, sáp nhập hai tổ dân phố 16 và 17 thành tổ dân phố 10.

## Hành chính
Phường Quang Vinh được chia thành 10 tổ dân phố: 1, 2, 3, 4, 5, 6, 7, 8, 9, 10.

## Giáo dục
Trên địa bàn phường Quang Vinh có trường Trung hoc phổ thông Dương Tự Minh, 2 trường mầm non là Mầm non Quang Vinh và Mầm non Điện lực; 1 trường Tiểu học và 1 trường THCS.